# ألكسندر يوفانوفيتش (لاعب كرة قدم بوسني)
ألكسندر يوفانوفيتش (17 ديسمبر 1985 بسراييفو في البوسنة والهرسك - ) هو لاعب كرة قدم بوسني في مركز الوسط. شارك مع منتخب البوسنة والهرسك تحت 21 سنة لكرة القدم. أما مع النوادي، فقد لعب مع نادي أو إف كيه بيوغراد ونادي دبرتسني ونادي فيرينتسفاروشي وهايدوك كولا وFK Leotar ‏.

## وصلات خارجية
- ألكسندر يوفانوفيتش على موقع الاتحاد الأوربي (الإنجليزية)
- ألكسندر يوفانوفيتش على موقع قاعدة بيانات كرة القدم.إي يو (الإنجليزية)
- ألكسندر يوفانوفيتش على موقع Soccerway.com (الإنجليزية)
- ألكسندر يوفانوفيتش على موقع عالم كرة القدم.نت (الإنجليزية)